# Nora Houston
Eleanora (o Eleanor) Clare Gibson Houston ( /ˈhaʊstən/ HOW -stən; Richmond, 24 de junio de 1883 - Richmond, 20 de febrero de 1942) fue una pintora estadounidense, defensora de los derechos de las mujeres y sufragista. Nacida y criada en Richmond, Virginia, Houston estudió arte desde la infancia, y viajó a Nueva York y al extranjero, antes de regresar a Richmond para enseñar y abrir un estudio con Adele Goodman Clark. Participó activamente en el movimiento en favor del sufragio femenino en Virginia.

## Trayectoria
Eleanora (o Eleanor) "Nora" Clare Gibson Houston nació el 24 de junio de 1883 en Richmond, Virginia, siendo la única hija de Josephine Estelle Dooley Houston y Henry Gibson Houston, un médico. Era sobrina de James H. Dooley, un abogado, financiero y filántropo de Richmond que llegaría a ser dueño de Maymont, y de Alice Dooley, partidaria del sufragio femenino.
El padre de Houston murió poco antes de su segundo cumpleaños. Posteriormente, Dooley se convirtió en benefactor de Houston y financió tanto su educación como sus lecciones de arte.
Houston fue católica toda su vida.

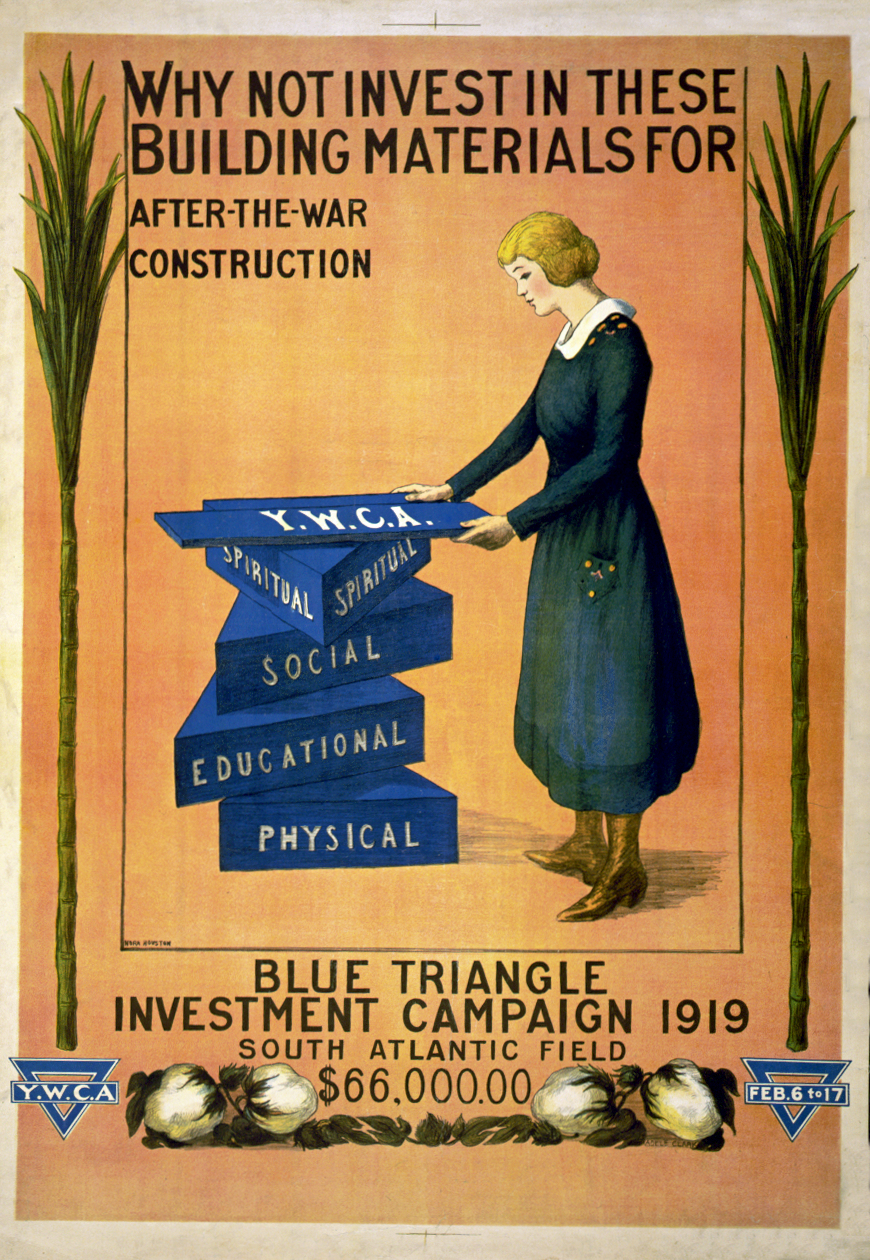
Cartel de 1919 de Nora Houston y Adele Clark para la campaña de inversión del Triángulo Azul de posguerra de la YWCA

Houston comenzó a estudiar arte cuando tenía unos 10 años. Sus estudios comenzaron bajo la instrucción de la artista de Richmond Lillie Logan, en el estudio de Logan en Franklin Street. Allí Houston conocería a su "amiga muy íntima”, y compañera de vida lesbiana Adele Goodman Clark. Houston y Clark se unieron al Art Club of Richmond cuando eran adolescentes.
Houston continuó su educación artística con el escultor local Edward Valentine, antes de conseguir una beca para la Escuela de Arte de Nueva York (ahora llamada Parsons The New School for Design) en 1905. Mientras estuvo en Nueva York, Houston estudió con William Merritt Chase, Kenneth Hayes Miller y Robert Henri. Más tarde viajó a París donde estudió pintura y modernismo antes de regresar a Richmond en 1909. A su regreso, Houston y Clark comenzaron a enseñar en el Art Club of Richmond y abrieron su propio estudio.
El trabajo de Houston incluye retratos, paisajes que representan el campo de Virginia, los vecindarios y la vida cotidiana de los afroestadounidenses, y pinturas históricas de los primeros mártires católicos de Virginia.

## Movimiento por el sufragio
El tiempo que Houston pasó en Nueva York y en el extranjero inspiró su arte y activismo a medida que se volvió más consciente de los cambios sociales de principios del siglo XX, así como de la injusticia social que afectaba a los pobres y a la clase trabajadora. Creía que otorgar a las mujeres el derecho al voto conduciría a reformas necesarias en educación, bienestar familiar y salud pública.
En 1909, Houston (con Clark y otros activistas como Lila Meade Valentine y Mary Johnston) ayudó a fundar la Liga de Igualdad de Sufragio de Virginia. Houston fue secretaria de actas del capítulo de Richmond de la liga de 1914 a 1919 y viajó por el estado pronunciando discursos, ayudando a establecer nuevos capítulos para la organización y presionando a los legisladores. Houston utilizó sus habilidades artísticas para diseñar carteles, panfletos y carrozas para ayudar a la liga a crear conciencia sobre el sufragio femenino. También dibujó mapas de los vecindarios de Richmond para que la liga los utilizara en sus esfuerzos de divulgación.
Cuando la liga comenzó a celebrar reuniones callejeras en 1915, Houston y Clark instalaron caballetes en las calles Broad y Sixth en el centro de Richmond. Mientras la gente se agolpaba a su alrededor para observar sus pinturas y dibujos, Houston y Clark comenzaban a hablar sobre el sufragio femenino. Durante un discurso en Monroe Park, los opositores al sufragio arrojaron piedras a Houston mientras ella hablaba; ella conservó una de estas piedras hasta su muerte.
Poco después de la ratificación de la Decimonovena Enmienda en agosto de 1920, la Liga de Igualdad de Sufragio de Virginia se disolvió y se reorganizó en la Liga de Mujeres Votantes de Virginia. Houston ayudó a fundar esta nueva organización y fue presidenta de sus comités legislativos, de finanzas y de bienestar infantil.
Houston, junto con Clark, trabajaron para mejorar las relaciones raciales en Virginia. Animaron a las mujeres negras a votar y las ayudaron a registrarse. Houston y Clark trabajaron con sufragistas negras en Richmond, como Ora Brown Stokes Perry, para garantizar que las mujeres afroamericanas de la ciudad pudieran votar en las elecciones presidenciales de Estados Unidos de 1920 "sin incidentes". Houston y Clark también ayudaron a que las mujeres negras acudieran a las urnas el día de las elecciones.

## Contribuciones a la comunidad de Richmond
Houston continuó pintando durante sus años como activista y exhibió su trabajo a nivel local y nacional.
Después del cierre del Art Club of Richmond, Houston y Clark abrieron su propio taller que más adelante se convertiría en la Liga de Bellas Artes y Artesanía de Virginia. En 1931, la liga se fusionó con la Academia de Artes de Richmond, sentando las bases para la fundación del Museo de Bellas Artes de Virginia.
Entre las estudiantes de Houston y Clark cabe mencionar aTheresa Pollak, fundadora de VCUArts.
A finales de la década de 1930, Houston, Clark y otras establecieron Craig House en el centro de Richmond como un lugar para que los artistas afroamericanos crearan y exhibieran sus trabajos.
La obra de Houston se encuentra en la colección permanente del Museo de Bellas Artes de Virginia y también en la Colección Johnson en Spartanburg, Carolina del Sur y en el Museo de Arte Morris en Augusta, Georgia.

## Muerte y legado
Tras una enfermedad que duró varias semanas, Houston murió el 20 de febrero de 1942 en su casa, en el número 416 de West Franklin Street, Richmond, Virginia. Su funeral se celebró en la iglesia de San Pedro. Fue enterrada junto a su familia en el cementerio Shockoe Hill.
Houston dejó el resto de sus pinturas a Clark. Treinta años después, en 1972, Clark los donó a la escuela católica St. Paul de Richmond. Las pinturas fueron trasladadas a la iglesia católica St. Paul, donde permanecieron almacenadas durante 35 años y posteriormente fueron dañadas por una gotera en el techo. En 2017, Richmond Conservation Studio había restaurado cuatro de 50 pinturas y tenía planes de restaurarlas todas.
La Fundación Nora Houston se estableció en 2015 para recaudar fondos para preservar y exhibir el trabajo de Houston.
Houston fue homenajeada por la Biblioteca de Virginia como parte de su promoción de 2017 de Mujeres de Virginia en la Historia.
El nombre de Houston aparece en el Muro de Honor del Monumento a las Mujeres de Virginia, ubicado en Capitol Square en Richmond.